# والریا میلیلو
والریا میلیلو (ایتالیایی: Valeria Milillo؛ زادهٔ ۲۵ سپتامبر ۱۹۶۶) بازیگر اهل ایتالیا است. او در سال ۲۰۰۹ نامزد دریافت روبان نقره‌ای بهترین بازیگر نقش مکمل زن شد.
از فیلم‌ها یا مجموعه‌های تلویزیونی که وی در آن‌ها نقش داشته است، می‌توان به گناه و شرم، یادداشت‌های عشق و کاترینا و دخترانش  اشاره نمود.